# ICE 1
인터시티익스프레스 1호(독일어: ICE 1) 또는 독일철도 401급(독일어: DBAG Class 401)은 독일철도의 고속열차로 인터시티익스프레스를 운영하고 있다. 독일의 고속열차 중 최초로 출시된 열차로 1989년부터 1993년까지 도입되었다. 독일철도는 향후 ICE 4 차량이 도입되면 이 차량은 퇴역될 예정이다.

## 개요
1985년에 제작한 시험열차 인터시티엑스페리멘탈의 모델을 기반으로 한다. 이 계획은 예전부터 추진해왔다. 이미 사양 및 프로젝트 일정이 완료했지만 경험이 부족해서 잠정적인 계획만 세웠다. 1986년 1월 2일에 독일국영철도가 세부 사항을 변경된 다음 입찰 서류를 발표했다. 같은 해 3월에 동력차 개발에 들어가기 시작했다. 1988년부터 동력차가 생산되기 시작했다. 같은 해 객차 개발에 들어갔기 시작했다.
당시 인터시티익스테멘털의 모델을 만든 알렉산더 노이마이스터 약간의 디자인 수정으로 양산하는데 성공했으나 인테리어의 경우 그의 작품은 적용되지 않았다. 열차 실내 디자인은 옌스 피터스가 기획했다. 1980년대에 스위스의 열차인 인터리고를 설계한 적이 있다.
1989년에 최초 편성이 제작되었고 이후 첫 번째 시범 운전에서 최고 영업 속도가 310km가 나왔는데 하노버-뷔르츠부르크 고속철도 구간에서 시범 운전을 했다. 첫 번째 ICE 1 열차의 시범 운행은 당초 계획보다 1년이 지연된 1990년 가을에 시작되었다. 1991년 2월 28일 ICE 1 도입이 최초로 일반인에게 공개되었다. 같은 해 3월 8일, 함부르크, 울름에서 일반인을 초청했다.
최초의 인터시티익스프레스의 영업 운전하는 열차는 뮌헨의 아이(독일어: Münchner Kindl)로 1991년 6월 2일에 함부르크를 출발했다.  이 열차는 함부르크를 출발해 뮌헨, 하노버, 풀다, 프랑크푸르트, 슈투트가르트, 아우구스부르크 노선을 연결했다. 만하임-슈투트가르트 고속철도, 하노버-뷔르츠부르크 고속철도의 개통으로 18편성의 고속열차가 필요했다, 개통식 당시 25편성이 운행할 수 있었다. 당초 이 열차는 13량 편성의 열차로 구성되었다. 또한 퍼스트 클레스, 세컨트 클레스, 식당차로 구성되었다.
1991년부터 1992년까지 ICE 1은 함부르크 노선에서 브레멘, 뮌헨 노선에 확대해 나가기 시작했다. 1992년 3월 31일에 IC 서비스가 ICE로 변경되었다. 같은 해 단거리 서비스인 ICE 스프린터(독일어: ICE Sprinter)를 도입했다.
1992년부터 1993년까지 함부르크에서 바젤, 프랑크푸르트, 카를스루에를 노선이 계속 확대되었다. 같은 해 9월 27일에 최초로 국제 고속열차를 운행하기 시작했는데 취리히 구간을 운행하기 시작했다.
1993년 5월 23일, 일부 인터시티익스프레스 서비스가 베를린 노선에 운행하기 시작했다. 3개의 노선을 운행하기 시작하면서 당초 계획보다 48편성이 증편되었다. 1995년에 인터라켄 노선을 운행을 시작으로 1998년에 오스트리아 빈까지 인터시티익스프레스가 운행하기 시작했다.
에세데 사고 완파된 1편성을 제외하고 나머지 차량은 2005년부터 2008년까지 대수선 작업으로 공중전화와 컴파트먼트를 철거했다.
2006년 9월에 흡연석이 식당차를 시작으로 2007년 9월 1일에 전 차량이 흡연석이 되었다. 같은 해 스위스 노선을 운행하기 위해 유로 트레인 컨트롤 시스템을 별도로 설치했다.

## 편성
TGV 차량과 마찬가지로 전후에 동력차를 두고 가운데에는 무동력 트레일러를 편성하는 동력집중식 차량이며, 영업 운전시 무동력 객차를 12량 편성하여 운행한다.

### 동력차
편성 양단의 동력차는 401형(독일어: Baureihe 401)으로 부른다. 이 모델은 ICE V인 동력차로 전면의 디자인이 약간 다르다. 크라우스-마파이, 크루프, 헨셸, AEG, ABB 그룹, 지멘스에서 제작되었다. VVVF 인버터 제어의 경우 GTO와 IGBT를 사용하고 있으며 견인력과 최고 속력은 동일하나 출력의 경우 GTO가 높고 무게가 가벼운 편이다. 또한 스위스 입선 차량의 경우 동력차에 보조 팬터그래프가 달려있다. 스위스, 오스트리아를 제외한 다른 지역에 전류도 대응하지 않고 차량 한계로 입선이 불가능 하기 때문에 ICE 3, ICE T 차량이 운행한다.

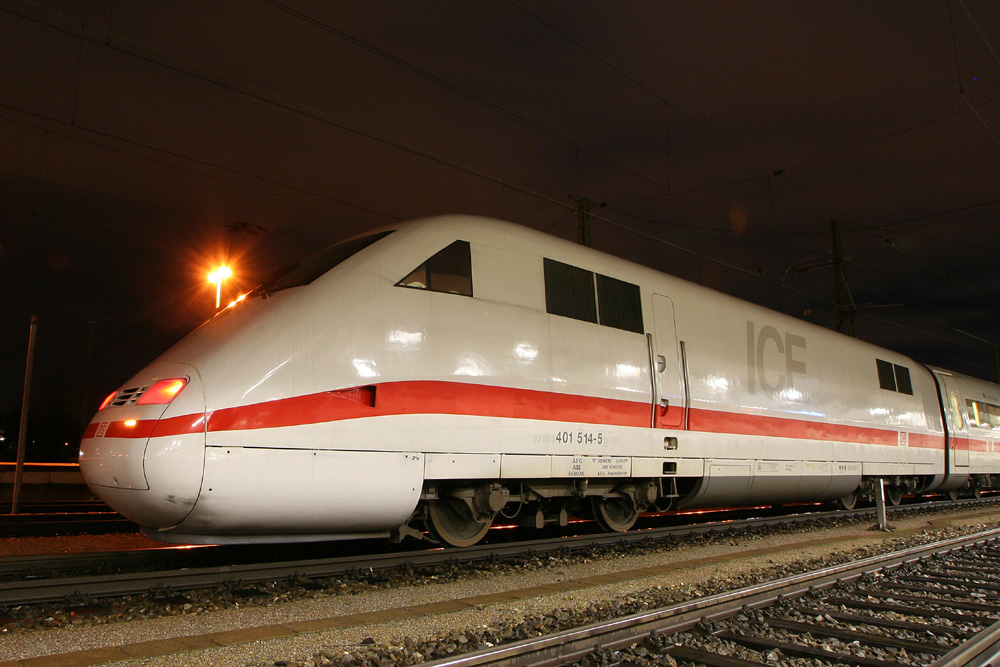
ICE 1 선두부
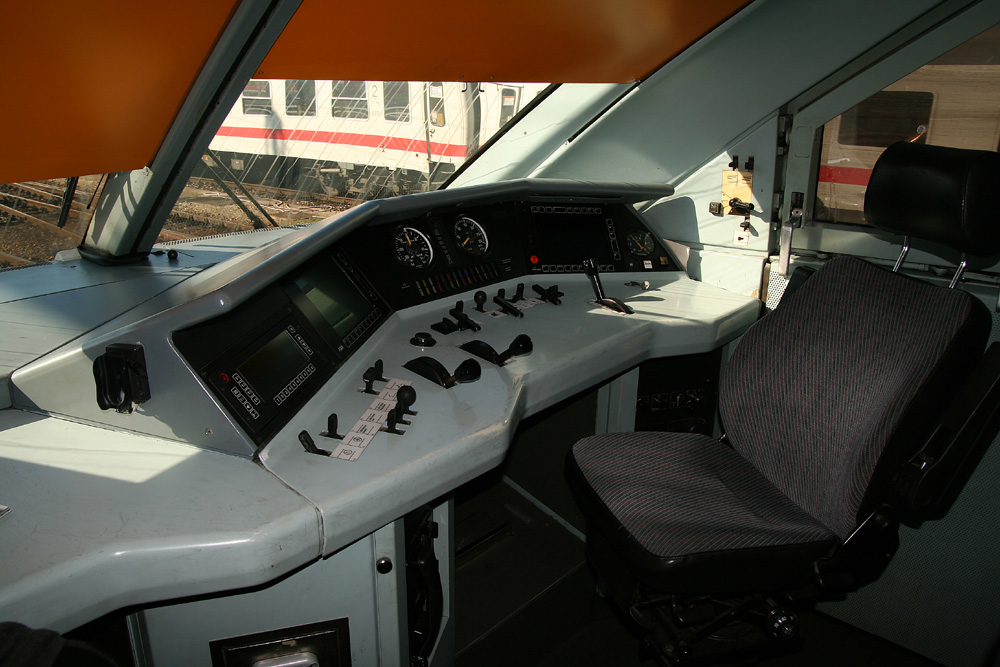
ICE 1 운전석
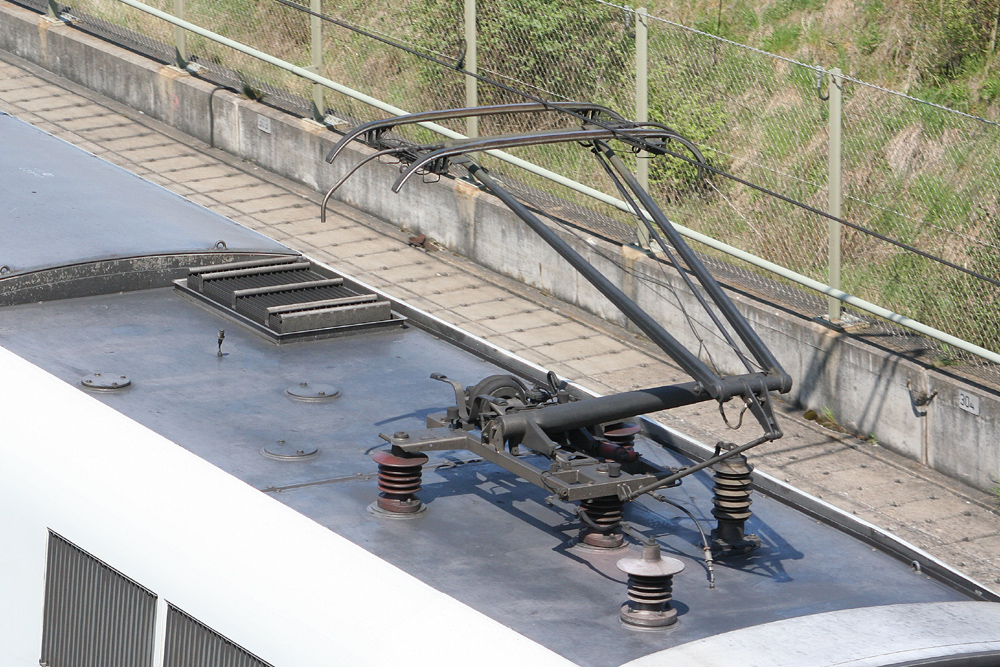
ICE 1 팬터그래프

### 객차
1등석의 경우 801형, 2등석은 802형, 장애인 시설 대응 2등석의 경우 803형 식당차의 경우 804형이다. 좌석의 경우 서비스 시설 유무에 따라 최소 40석에서 최대 70석까지 장착이 가능하다. 또한 ICE 2 차량과 호환이 가능하며 장애인 시설 대응 2등석의 경우 출입문 너비가 휠체가 들어갈 수 있을 만큼 넓고, 식당차의 경우 801형과 802형보다 조금 높게 볼록 튀어나와 있다는 점이다. 또한 이 객차의 제작사는 링케-호프만-부쉬, 메서슈미트-볼코프-볼름, 두워그, 웨건 유니온이 제작했다.

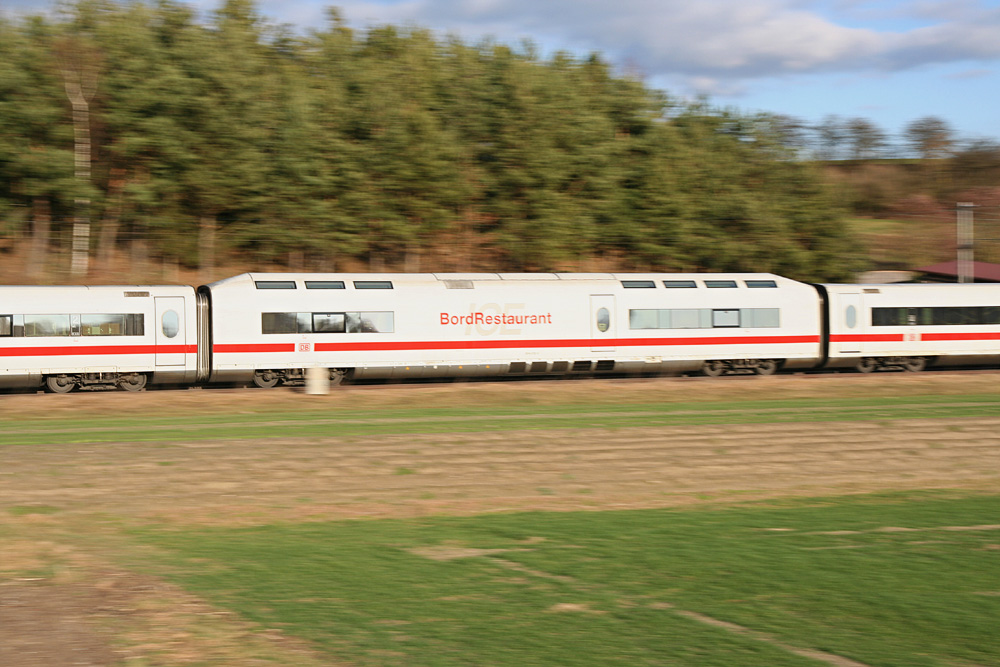
독일철도 804형 (식당차)
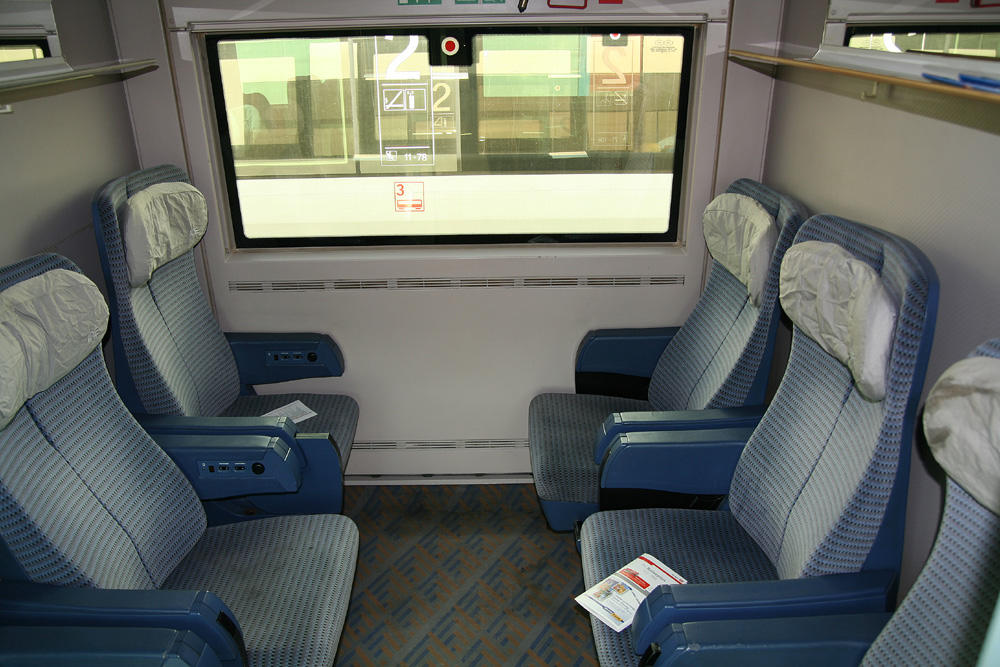
독일철도 802형 세컨드 클레스
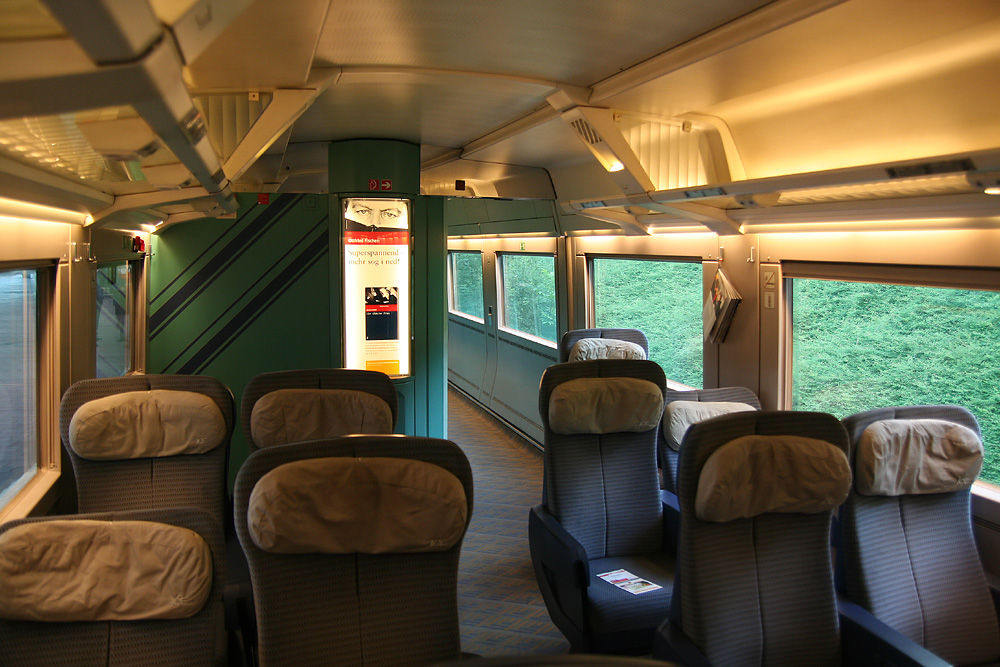
독일철도 803형 좌석

## 열차 이름
- 2002년 10월부터 ICE 1 차량에 붙인 이름은 다음과 같다. 이 중 Tz 51편성의 경우 에세데 사고로 폐차되었다.

| - Tz 01 - 기센(독일어: Gießen) - Tz 02 - 플렌스부르크(독일어: Flensburg) - Tz 04 - 뮐도르프암인(독일어: Mühldorf a. Inn) - Tz 05 - 오펜바흐암마인(독일어: Offenbach am Main) - Tz 06 - 이체호(독일어: Itzehoe) - Tz 07 - 플라틀링(독일어: Plattling) - Tz 08 - 리히텐펠즈(독일어: Lichtenfels) - Tz 09 - 아샤펜베르크(독일어: Aschaffenburg) - Tz 10 - 겔젠키르헨(독일어: Gesenkirchen) - Tz 11 - 뉘른베르크(독일어: Nürnberg) - Tz 12 - 메밍겐(독일어: Memmingen) - Tz 13 - 프랑켄탈/팔츠(독일어: Frankenthal/Pfalz) - Tz 14 - 프리드리히스하펜(독일어: Friedrichshafen) - Tz 15 - 레겐스부르크(독일어: Regensburg) - Tz 16 - 포르츠하임(독일어: Pforzheim) - Tz 17 - 호프(독일어: Hof) - Tz 19 - 오스나뷔르크(독일어: Osnabrück) - Tz 20 - 뤼네부르크(독일어: Lüneburg) | - Tz 52 - 하나우(독일어: Hanau) - Tz 53 - 노이뮌스터(독일어: Neumünster) - Tz 54 - 헤펜하임/베르크슈트라세(독일어: Heppenheim/Bergstraße) - Tz 55 - 로젠하임(독일어: Rosenheim) - Tz 56 - 프라일라싱(독일어: Freilassing) - Tz 57 - 란즈훗(독일어: Landshut) - Tz 58 - 귀터스로(독일어: Gütersloh) - Tz 59 - 바드 올데스로(독일어: Bad Oldesloe) - Tz 60 - 뮐하임 안 데어 루르(독일어: Mülheim an der Ruhr) - Tz 61 - 베브라(독일어: Bebra) - Tz 62 - 가이센하임/라인가우(독일어: Geisenheim/Rheingau) - Tz 67 - 가미쉬-파르텐키르헨(독일어: Garmisch-Partenkirchen) - Tz 68 - 크라일스하임(독일어: Crailsheim) - Tz 69 - 보름스(독일어: Worms) | - Tz 73 - 티멘도르퍼 슈트란드(독일어: Timmendorfer Strand) - Tz 74 - 취리히(독일어: Zürich) - Tz 76 - 브레멘(독일어: Bremen) - Tz 77 - 바젤(독일어: Basel) - Tz 78 - 브레머하벤(독일어: Bremerhaven) - Tz 80 - 카스트로프-록셀(독일어: Castrop-Rauxel) - Tz 84 - 부르흐살(독일어: Bruchsal) - Tz 85 - 힐데스하임(독일어: Hildesheim) - Tz 87 - 풀다(독일어: Fulda) - Tz 88 - 뤼데스하임암라인(독일어: Rüdesheim am Rhein) - Tz 90 - 루트비히스하펜암라인(독일어: Ludwigshafen am Rhein) |
| - Tz 01 - 기센(독일어: Gießen) - Tz 02 - 플렌스부르크(독일어: Flensburg) - Tz 04 - 뮐도르프암인(독일어: Mühldorf a. Inn) - Tz 05 - 오펜바흐암마인(독일어: Offenbach am Main) - Tz 06 - 이체호(독일어: Itzehoe) - Tz 07 - 플라틀링(독일어: Plattling) - Tz 08 - 리히텐펠즈(독일어: Lichtenfels) - Tz 09 - 아샤펜베르크(독일어: Aschaffenburg) - Tz 10 - 겔젠키르헨(독일어: Gesenkirchen) - Tz 11 - 뉘른베르크(독일어: Nürnberg) - Tz 12 - 메밍겐(독일어: Memmingen) - Tz 13 - 프랑켄탈/팔츠(독일어: Frankenthal/Pfalz) - Tz 14 - 프리드리히스하펜(독일어: Friedrichshafen) - Tz 15 - 레겐스부르크(독일어: Regensburg) - Tz 16 - 포르츠하임(독일어: Pforzheim) - Tz 17 - 호프(독일어: Hof) - Tz 19 - 오스나뷔르크(독일어: Osnabrück) - Tz 20 - 뤼네부르크(독일어: Lüneburg) | Tz xx = 열차 번호를 의미한다. | |

## 사건 및 사고

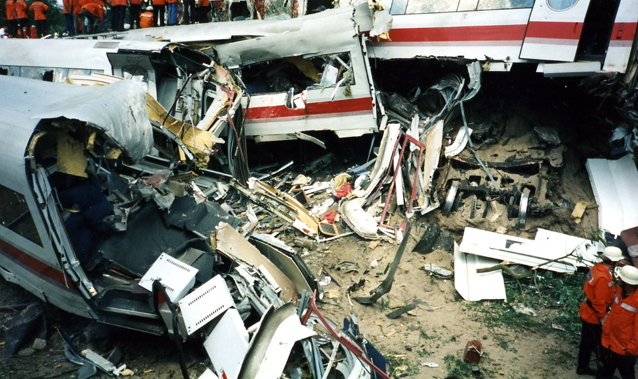
ICE 884편 사고 후 모습

- 에세데 사고(영어: Eschede derailment, 독일어: ICE-Unfall von Eschede)는 1998년 6월 3일 오전 10시 57분 무렵, 뮌헨발 함부르크행 ICE 884 열차인 빌헬름 콘라트 뢴트겐(독일어: Wilhelm Conrad Rntgen)호가 탈선해 승객과 승무원을 포함해 101명이 사망한 독일의 철도 사고로 제2차 세계대전 후 사상 최악의 철도 사고가 되었다.[10]

## 같이 보기
- ICE 2